# ショルト・ダグラス (第15代モートン伯爵)
第15代モートン伯爵ショルト・チャールズ・ダグラス（英語: Sholto Charles Douglas, 15th Earl of Morton、1732年3月 - 1774年9月25日）は、イギリス・スコットランドの貴族。

## 経歴
1732年3月、スコットランド貴族第14代モートン伯爵ジェイムズ・ダグラスとその妻アガサ（旧姓ハリーバートン）の息子として生まれる。
1755年から1757年までフリーメイソンのスコットランド・グランドロッジのグランドマスター、ついで1757年から1761年までイングランド・首位グランドロッジのグランドマスターを務めた。
1768年10月12日に父が死去し、第15代モートン伯爵位を継承したが、1774年9月25日に死去した。長男ジョージ・ダグラスが爵位を継承した。

## 栄典

### 爵位
- 1738年1月4日、第15代モートン伯爵 (15th Earl of Morton) (1458年創設スコットランド貴族爵位)[3][2]

## 家族
1758年に第6代ハディントン伯爵トマス・ハミルトンの孫娘にあたるキャサリン・ハミルトンと結婚し、彼女との間に以下の2子を儲けた。
- 第1子(長男)ジョージ・ダグラス (1761-1827) - 第16代モートン伯爵位を継承。
- 第2子(次男)ハミルトン・ダグラス (1763-1783) - 後にダグラス＝ハリーバートンと改姓。